# Kulikowy Kopani
Kulikowy Kopani (ros. Куликовы Копани) – auł w Rosji, w Kraju Stawropolskim, w rejonie turkmeńskim. W 2010 liczył 1321 mieszkańców. Miejscowość o mieszanym turkmeńsko-tatarskim charakterze etnicznym.